# ميتسو (2020 حتى الآن)
شركة ميتسو (في الأصل Metso Oyj )  هي شركة فنلندية عامة تأسست في عام 2020 عندما اندمجت شركتا أوتتيك و ميتسو مينيرال .  وهي تركز على توفير التكنولوجيا والخدمات لصناعات التعدين والركام وإعادة التدوير وتكرير المعادن.  يقع المقر الرئيسي للشركة في ماتينكيلا، إسبو، في فنلندا. 
وافقت المفوضية الأوروبية على اندماج شركتي ميتسو وأوتوتك في 13 مايو 2020  وبدأت الشركة عملياتها في 1 يوليو 2020. 
غيرت الشركة اسمها من ميتسو أوتوتيك إلى ميتسو في مايو 2023.  ونقلت مقرها الرئيسي من هلسنكي إلى إسبو في سبتمبر 2023. 

## الهيكل التنظيمي للشركة
سامي تاكالوما هو رئيس الشركة والمدير التنفيذي.  ميكائيل ليليوس ، الرئيس السابق لمجلس إدارة شركة ميتسو، هو رئيس مجلس الإدارة، وماتي ألاهوتا ، الرئيس السابق لمجلس إدارة شركة أوتوتيك، هو نائب رئيس مجلس الإدارة.  توظف الشركة ما يقرب من 17000 شخص حول العالم في حوالي 50 دولة. 
في فبراير 2023، أعلن مجلس إدارة شركة ميتسو أوتوتك عن اقتراح للمساهمين بتغيير اسم الشركة من شركة ميتسو أوتوتك إلى شركة ميتسو.  وكان مبرر الاقتراح هو اكتمال عملية دمج الشركتين بعد الاندماج، وتركيز استراتيجية الشركة المستقبلية على بناء علامة تجارية موحدة وقوية. وكان من المقرر تصويت المساهمين على الاقتراح في الاجتماع العام السنوي في 3 مايو 2023. وتم تغيير الاسم في 4 مايو 2023. 
في 1 نوفمبر 2024، أصبح سامي تاكالوما رئيسًا ومديرًا تنفيذيًا خلفًا لبيكا فاورامو. 

## روابط خارجية
- الموقع الرسمي